# Forsikringspolice
En forsikringspolice, ofte blot kaldet police (af italiensk: polizza = lille seddel), er en kontrakt, der skriftligt bekræfter og beskriver en indgået forsikringsaftale. 
Af policen fremgår det bl.a. hvilke hændelser, forsikringen dækker samt hvilke betingelser, der skal være opfyldt for at forsikringstager kan få udbetalt erstatning.
| Jura | Spire Denne juraartikel er en spire som bør udbygges. Du er velkommen til at hjælpe Wikipedia ved at udvide den. |